# Косцелецкий, Ян (ум. 1600)
Ян (Януш) Косцелецкий (ок. 1544 — 2 апреля 1600) — государственный и военный деятель Речи Посполитой, староста быдгощский (1565—1600), каштелян беховский (1572—1584) и мендзыжечский (1584—1600), староста гневковский.

## Биография
Представитель польского дворянского рода Косцелецких герба «Огоньчик». Второй сын воеводы серадзского, генерального старосты великопольского и старосты быдгощского Яна Януша Косцелецкого (1524—1565) и Гертруды Данаборской.
Вместе со старшим братом Станиславом Ян в 1556 году учился в университете во Франкфурте-на-Одере. Летом 1557 года участвовал в посвольской военной кампании против Ливонского ордена. Затем продолжал обучение в университетах Виттенберга (1559), Лейпцига (1560) и Болоньи (1564). Его пребывание и учеба в протестантских университетах вызывало беспокойство в католических кругах. Его подозревали даже в переходе в лютерантство.
После смерти своего дяди, воеводы познанского Анджея Косцелецкого, Януш 15 апреля 1565 года получил назначение на должность старосты быдгощского. В 1569 году был избран послом от Познанского воеводства на Люблинский сейм. В 1572 году Ян Косцелецкий получил должность каштеляна беховского. После смерти польского короля Сигизмунда Августа был сторонником кандидатуры Генриха Анжуйского и подписал акт его избрания в 1573 году.
26 августа 1584 года Януш Косцелецкий получил должность каштеляна мендзыжечского. После избрания на польский престол Сигизмунда III Вазы сеймик в Сьроде-Велькопольской приказал ему с военным отрядом выступить на польско-австрийскую границу, чтобы защитить рубежи от нападений эрцгерцога Максимилиана Габсбурга. Собрал посполитое рушение Познанского воеводства под Ютросином (октябрь 1587), откуда вместе с воеводой калишским прибыл под Пётркув на встречу с Сигизмундом III Вазой.
В 1586 году Ян Косцелецкий был избран послом на пацификационный сейм. В августе 1590 года принимал участие в съезде части восставшей великопольской шляхты в Коло, откуда был отправлен с посольством к королю. На внеочередном сейме 1 октября 1594 года был избран в состав делегации, которая привезла собранные деньги королю для обороны от татарских набегов. В 1596 году на сейме в Варшаве был назначен депутатом от сената для соборов налогов.
Ян Косцелецкий находился при королевском дворе, сопровождал Сигизмунда Августа во время его путешествия в Италию и Стефана Батория во время похода против восставшего Гданьска. С января по март 1577 года в Быдгощском замке у Яна Косцелецкого гостил сам польский король Стефан Баторий, который избрал Быдгощь своей штаб-квартирой во время войны с Гданьском.
2 апреля 1600 года Ян Косцелецкий скончался в Быдгощском замке. Его похоронили в бернардинском костёле в Быдгощи.

## Семья
В 1567 году женился на Дороте Сплавской (ум. 1605/1609), от брака с которой имел двух сыновей и трёх дочерей:
- Януш Косцелецкий (ум. 1600/1608), бездетный
- Войцех Косцелецкий (ум. до 1639)
- Гертруда Косцелецкая, жена Анджея Роздражевского
- Катажина Косцелецкая, жена Марцина Выржицкого
- Анна Косцелецкая, 1-й муж Ян Садовский, 2-й муж Мацей Куровский